# Zaaguil
De zaaguil (Aegolius acadicus) is een vogel uit de familie Strigidae (uilen).

## Kenmerken
De zaaguil kan tot 20 cm groot worden, met een vleugelwijdte van 43 cm.

## Verspreiding en leefgebied
De zaaguil komt voor in de bossen van de gematigde streken van Noord-Amerika.
De soort telt twee ondersoorten:
- A. a. acadicus: zuidelijk Alaska, Canada, de noordelijke en zuidwestelijke Verenigde Staten en noordelijk Mexico.
- A. a. brooksi: Haida Gwaii (nabij Brits-Columbia en Canada).

## Status
De grootte van de populatie wordt geschat op twee miljoen volwassen vogels. Op de Rode lijst van de IUCN heeft deze soort de status niet bedreigd.

## Legende
Binnen de cultuur van de Menominee-indianen bestond een legende waarbij een zaaguil en een konijn zorgden voor het ontstaan van dag en nacht.